# 路易斯安那法語
路易斯安那法語（法語：français de la Louisiane）是美国路易斯安那州使用的一种法语。路易斯安那州在公元1682年成為法國殖民地，是目前美國的雙官方語言地區。法語是路易斯安那州的官方語言之一，另外一種則是英语。
根据美国人口普查数据，大约有3.5%的路易斯安那人在家使用法语或路易斯安那州克里奧爾語（類法語克里奧爾語的一支）交流。而1990年，该州共有7%的人能理解法语或使用法语。

## 文化
路易斯安娜州出版的法文刊物：廷塔马尔版本（Les éditions Tintamarre），路易斯安那州百年学院和路易斯安那州什里夫波特。路易斯安那评论（La revue louisianaise）和
你好美国电视（Bonjour America TV）是美國的法語電視台， 提供全天候的法語電視節目。